# Jogos Sul-Asiáticos de 1999
Os Jogos Sul-Asiáticos de 1999 foram a oitava edição do evento multiesportivo, realizado em Katmandu, no Nepal. Para este evento, o logotipo desenhado foram três formas em traços que compunham uma espécie de templo, em azul, sobre os escritos de "oitava edição". O mascote, um tigre branco, carregava a tocha.

## Países participantes
Sete países participaram do evento:
- Bangladesh
- Butão
- Índia
- Maldivas
- Nepal
- Paquistão
- Sri Lanka

## Modalidades
Doze modalidades foram disputadas nesta edição dos Jogos:[carece de fontes?]
| - Atletismo - Basquetebol - Boxe - Futebol - Halterofilismo - Kabaddi | - Lutas - Natação - Tênis - Tênis de mesa - Tiro - Voleibol |

## Quadro de medalhas
País sede destacado.
| Ordem | País       | Medalha de ouro | Medalha de prata | Medalha de bronze |     |
| ----- | ---------- | --------------- | ---------------- | ----------------- | --- |
| 1     | Índia      | 102             | 58               | 37                | 197 |
| 2     | Nepal      | 31              | 10               | 24                | 65  |
| 3     | Sri Lanka  | 16              | 42               | 62                | 120 |
| 4     | Paquistão  | 10              | 36               | 30                | 76  |
| 5     | Bangladesh | 2               | 10               | 35                | 47  |
| 6     | Butão      | 1               | 6                | 7                 | 14  |
| 7     | Maldivas   |                 |                  | 4                 | 4   |
| TOTAL | TOTAL      | 162             | 162              | 199               | 523 |